# Santibáñez de Valcorba
Santibáñez de Valcorba ist ein nordspanischer Ort und eine Gemeinde (municipio) mit 187 Einwohnern (Stand: 2024) in der Provinz Valladolid in der autonomen Region Kastilien-León. 

## Geografie
Santibáñez de Valcorba liegt im Süden der Provinz Valladolid etwa 23 Kilometer ostsüdöstlich vom Stadtzentrum von Valladolid in einer Höhe von ca. 745 m. 

## Bevölkerungsentwicklung
| 402 | 580 | 345 | 206 | 227 | 201 | 173 | 181 |

## Sehenswürdigkeiten

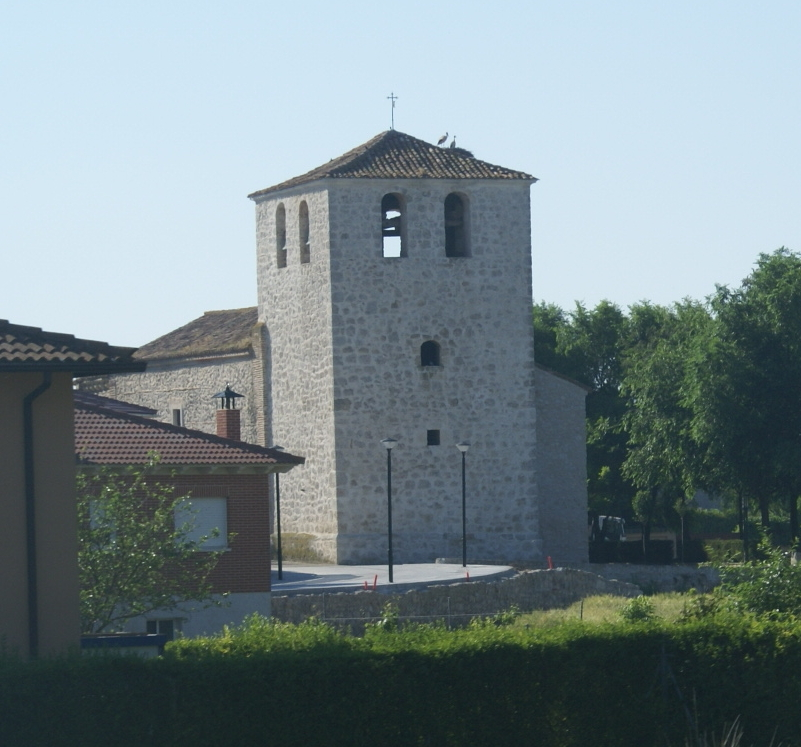
Johanniskirche

- Johanniskirche